# Kurt Beck
Kurt Beck (født 5. februar 1949 i Bad Bergzabern, Rheinland-Pfalz, Tyskland) er en tysk politiker, der var fra 1994 til 2013 ministerpræsident i delstaten Rheinland-Pfalz. Han var præsident for Forbundsrådet i 2000/2001. Fra 14. maj 2006 til 7. september 2008 var han formand for det tyske socialdemokratiske parti, SPD. Han blev valgt med 95% af stemmerne og overtog formandsposten efter Matthias Platzeck.
Beck, der er uddannet elektromekaniker, begyndte den politiske karriere som tillidsmand på arbejdspladsen. Han blev medlem af SPD i 1972 og blev formand for SPD i Rheinland-Pfalz i 1993. Han er kendt for sin midtsøgende linje, hvilket også understreges af, at SPD i Rheinland-Pfalz i mange år samarbejde med det liberale FDP i stedet for det venstreorienterede Bündnis 90/Die Grünen, som partiet på landsdækkende plan ellers har samarbejdet med. Siden 2006, hvor SPD fik absolut flertal i delstaten, havde partiet dog dannet regering alene, idet FDP ikke ønskede at fortsætte koalitionen. Ved valget i 2011 mistede partiet sit absolutte flertal og dannede en regering med Bündnis 90/Die Grünen. I januar 2013 trak Beck sig tilbage efter mere end 18 år som ministerpræsident og blev efterfulgt af Malu Dreyer.